# Leovigildo Leal da Paixão
Leovigildo Leal da Paixão, né le 27 novembre 1882 à Ouro Preto et décédé le 8 février 1948 à Belo Horizonte, est juge des districts de Rio Verde (1918-1924), et Barbacena (1924-1935), et a présidé le Tribunal électoral régional de Minas Gerais (1945-1948).

## Biographie
La justice électorale a vu ses activités interrompues pendant l'Estado Novo (1937-1945). Le 10 novembre 1937, soutenu par les secteurs sociaux conservateurs, Getúlio Vargas annonce, par radio, le « nouvel ordre » du pays. Accordée le même jour, la « Polaca », comme la Constitution de 1937 est devenue connue, a éteint la justice électorale, aboli les partis politiques existants, suspendu les élections libres et institué une élection indirecte pour le président de la République, avec un mandat de six ans. La justice électorale a été réinstallée le 14 juin 1945 dans le Minas Gerais, et Leovigildo a été le premier président du tribunal électoral régional du Minas Gerais après la réinstallation.
Fils d'Antônio Jacó da Paixão et de Virgília Maria da Silva Leal.

## Famille
Leovigildo était marié à Marianna Cesarina Coimbra da Luz, fille d'Américo Gomes Ribeiro da Luz et nièce du magistrat Alberto Gomes Ribeiro da Luz. Marianna Cesarina Coimbra da Luz était la cousine de Carlos Coimbra da Luz (ancien président de la République).
Antônio Jacó da Paixão était l'un des signataires de la Constitution brésilienne de 1891 et l'un des sept notables choisis pour rédiger  le 15 juin 1891 la Constitution de l'État de Minas Gerais.
Fernando Damata Pimentel, ancien gouverneur de l'État de Minas Gerais, est l'arrière-petit-neveu d'Antônio Jacó da Paixão.